# معبد جاين دبي
معبد جاين دبي (يشار إليه محليًا باسم ديراسار) هو معبد منزل في دبي ، الإمارات العربية المتحدة. يخدم المعبد مجتمع جاين الكبير في الإمارات العربية المتحدة وهو معبد شيوتامبار جاين الوحيد في بر دبي ، حيث يقيم معظم الجاينيين.
يوجد أكثر من 10000 جايني في دبي اعتبارًا من عام 2012.
يقع المعبد على مقربة من محطتي مترو، وطريق المصلى والفهيدي، حيث يسهل على جميع المصلين من جميع أنحاء المدينة الوصول إليه بسهولة.
توقيت إغلاق المعبد هو 12.00 ظهرا ووقت إعادة الفتح 5.00 مساءا. رقم معبد جاين هو 043968842